# Kernkraftwerk Shimane
Das Kernkraftwerk Shimane (jap. 島根原子力発電所, Shimane genshiryoku hatsudensho) ist in Kashima, einem Ortsteil von Matsue in der japanischen Präfektur Shimane gelegen. Die Anlage gehört der Chūgoku Denryoku.
Es befinden sich drei Reaktoren auf dem Gelände, von denen derzeit (Stand 2025) nur Block 2 in Betrieb ist. Der älteste und kleinste Block 1 wurde nach 37 Betriebsjahren bereits 2015 stillgelegt. Block 2 war infolge der Nuklearkatastrophe von Fukushima von 2012 bis 2024 im Stillstand, bevor er zurück ans Netz ging. Der neueste Block, Shimane-3, der bereits im Jahr 2011 nahezu fertiggestellt war, wartet derzeit auf eine Betriebsgenehmigung der Behörden, die durch neue Sicherheitsauflagen nach der Nuklearkatastrophe erheblich verzögert wurde.

## Block 1
Block 1 wurde von Hitachi geliefert und ging im Jahr 1974 ans Netz. Nach 37 Jahren Betrieb wurde Shimane-1 2010 von Netz genommen und am 30. April 2015 endgültig stillgelegt.

## Block 2
Block 2, der ebenfalls von Hitachi geliefert wurde, ist seit 1989 im kommerziellen Betrieb. Infolge der Nuklearkatastrophe von Fukushima stand er von Januar 2012 bis Dezember 2024 still. Nach der zwischenzeitlichen Abschaltung beantragte der Betreiber bereits im Dezember 2013 eine Wiederanfahrgenehmigung. Im Februar 2018 wurde der Antrag bewilligt, das Genehmigungsverfahren verlief ohne größere Hindernisse. Mit Zustimmung der lokalen Bevölkerung und der Regierung wurde am 2. Juni 2022 eine Genehmigung für das Wiederanfahren erteilt, sobald die von der japanischen Atomaufsicht verlangten zusätzlichen Sicherheitsmaßnahmen umgesetzt seien. Von 28. Oktober 2024 bis 3. November 2024 wurden 560 neue Brennelemente in den Reaktor geladen. Am 7. Dezember 2024 erfolgte der Neustart. Die kommerzielle Stromproduktion begann im Januar 2025.

## Block 3

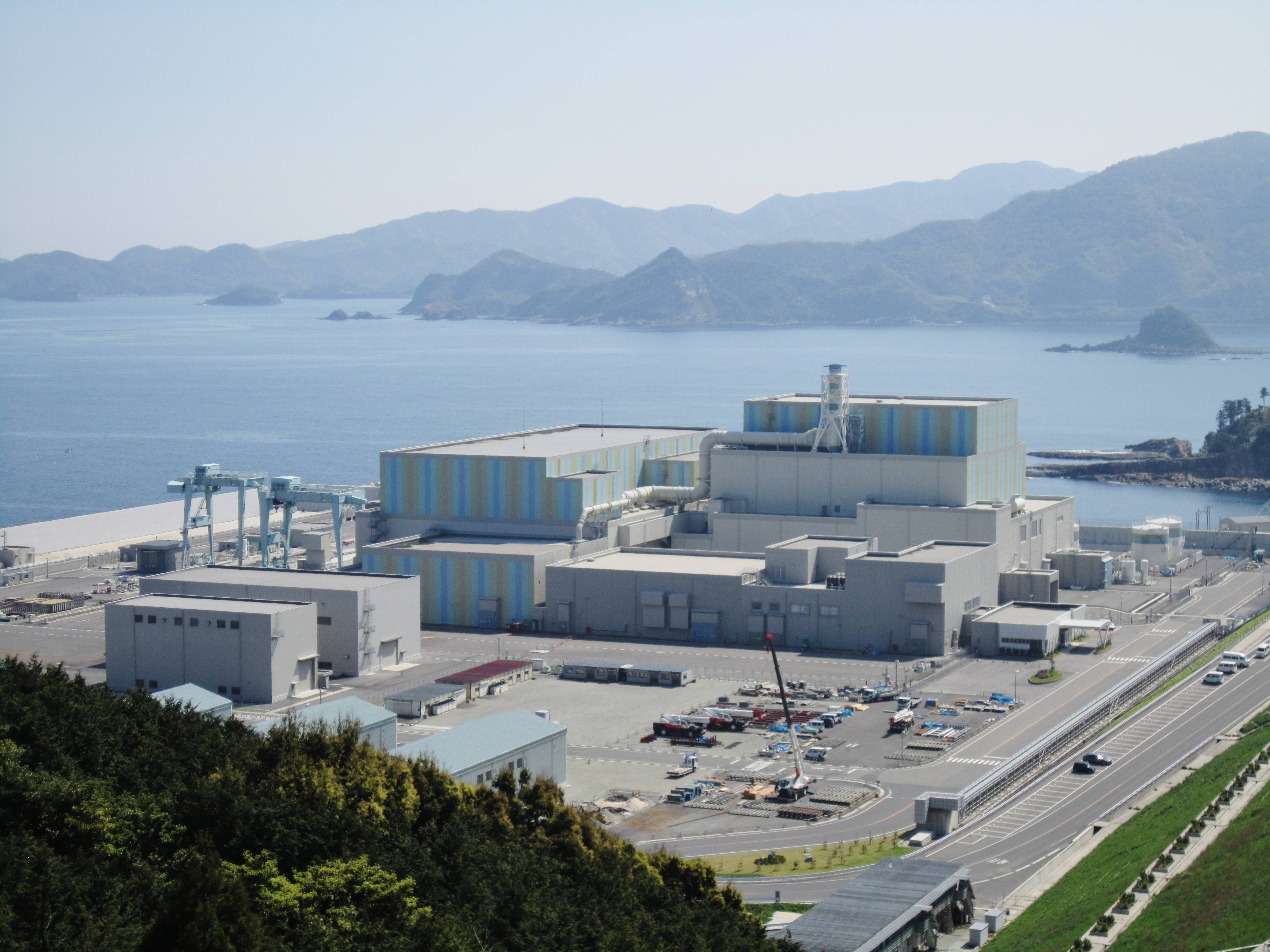
Block 3

Shimane-3 ist ein Fortgeschrittener Siedewasserreaktor, dessen Bau 2007 begann und der ursprünglich im Dezember 2011 ans Netz gehen sollte. Bei den Bauvorbereitungen wurde in nur 2,5 km Entfernung eine seismisch aktive Störung gefunden, diese soll auf die Sicherheit des Kraftwerks jedoch keine Auswirkung haben. Im September 2012 gestattete das METI den Weiterbau des zu 94 % fertiggestellten Blocks, im August 2018 beantragte der Betreiber eine Sicherheitsprüfung für den fast fertiggestellten Block. Diese dauert allerdings seit Jahren an.

## Daten der Reaktorblöcke
Das Kernkraftwerk Shimane hat insgesamt zwei Blöcke, ein dritter befindet sich im Bau:
| Reaktorblock | Status      | Reaktortyp                     | Netto- leistung | Brutto- leistung | Baubeginn  | Netzsyn- chronisation | Kommer- zieller Betrieb | Abschal- tung |
| ------------ | ----------- | ------------------------------ | --------------- | ---------------- | ---------- | --------------------- | ----------------------- | ------------- |
| Shimane-1    | Stillgelegt | Siedewasserreaktor             | 439 MW          | 460 MW           | 02.07.1970 | 02.12.1973            | 29.03.1974              | 30.04.2015    |
| Shimane-2    | In Betrieb  | Siedewasserreaktor             | 789 MW          | 820 MW           | 02.02.1985 | 11.07.1988            | 10.02.1989              |               |
| Shimane-3    | Im Bau      | Advanced Boiling Water Reactor | 1325 MW         | 1373 MW          | 12.10.2007 |                       |                         |               |